# Solesmes British Cemetery
Solesmes British Cemetery est un cimetière militaire de la Première Guerre mondiale situé sur le territoire de la commune de Solesmes dans le département du Nord.

## Historique
Les troupes britanniques subirent des pertes lors de leur retraite de Belgique le 25 août 1914, date à laquelle la région fut occupée par l'armée allemande et le restera jusqu'en octobre 1918. Les 19 et 21 octobre, les 61e et 62e divisions britanniques a capturé et nettoyé la ville après de violents combats dans les rues de Solesmes.

## Caractéristique
Le cimetière britannique de Solesmes a été créé en novembre 1918 et utilisé jusqu'en mars 1919. Il contient 138 sépultures du Commonwealth de la Première Guerre mondiale (dont un seul non identifié) et deux tombes allemandes. IL a été conçu par W H Cowlishaw. Ce cimetière est situé  à la sortie de la ville, sur la D113, route de Quiévy, en bordure du tracé de l'ancienne voie ferrée.

## Galerie

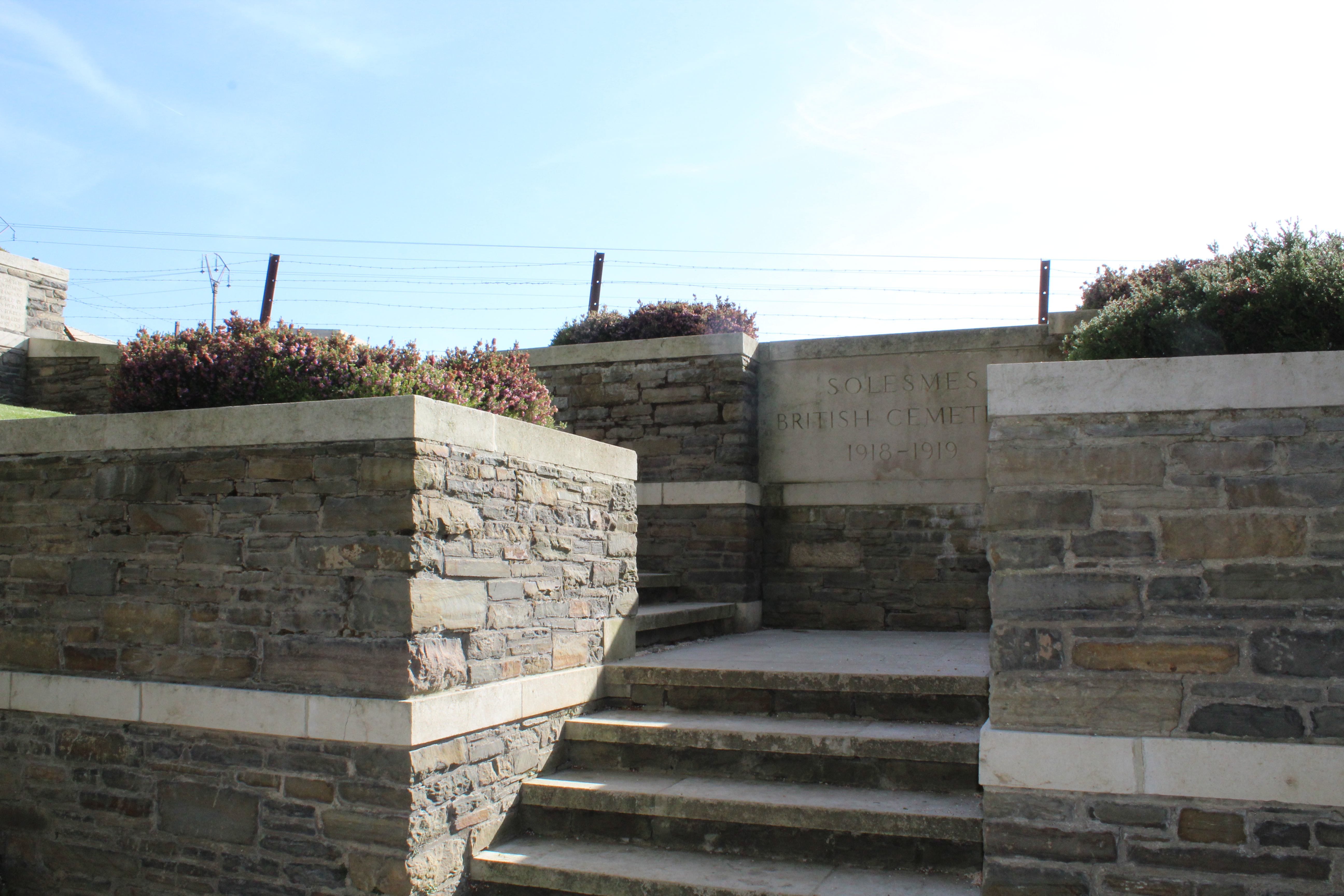
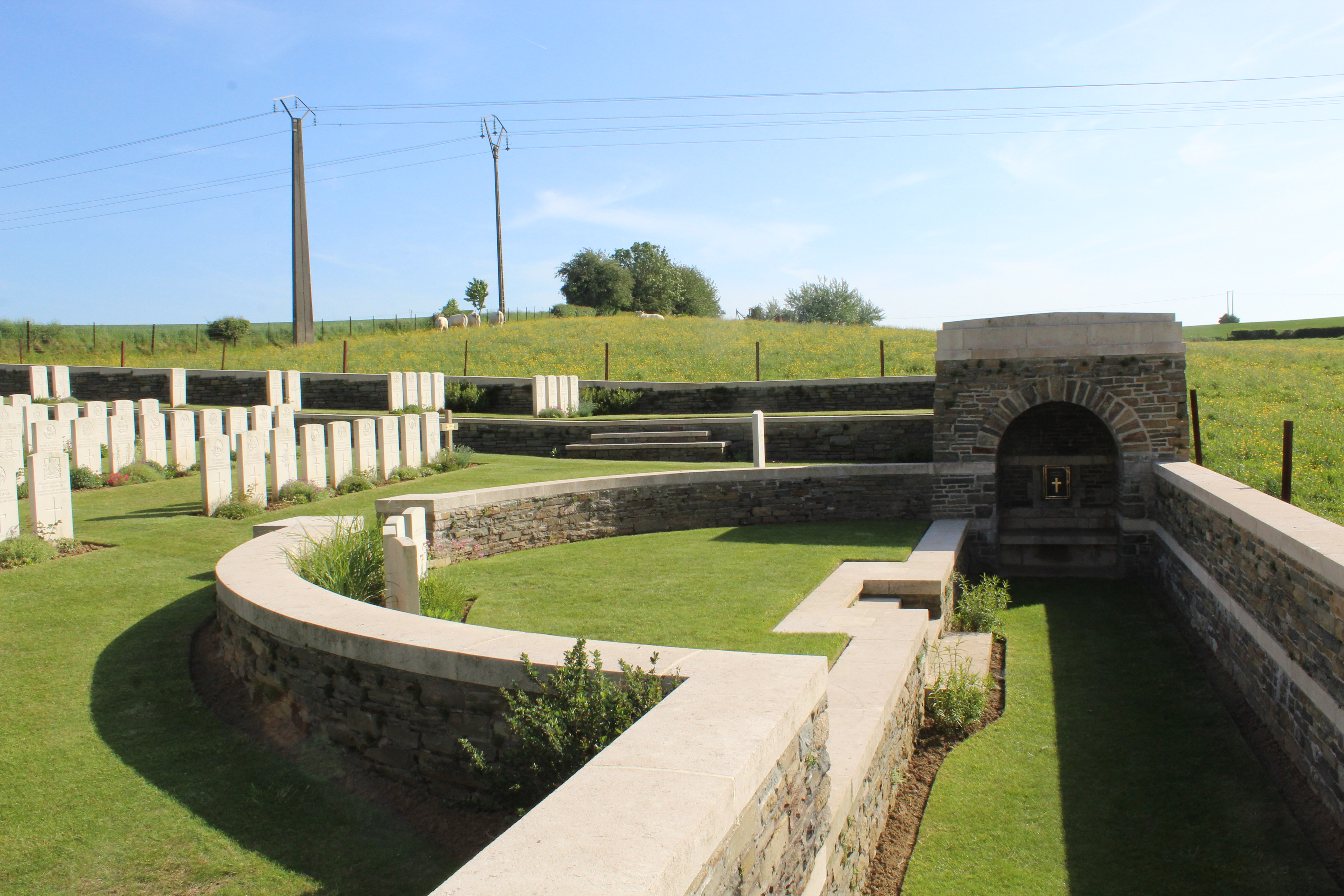
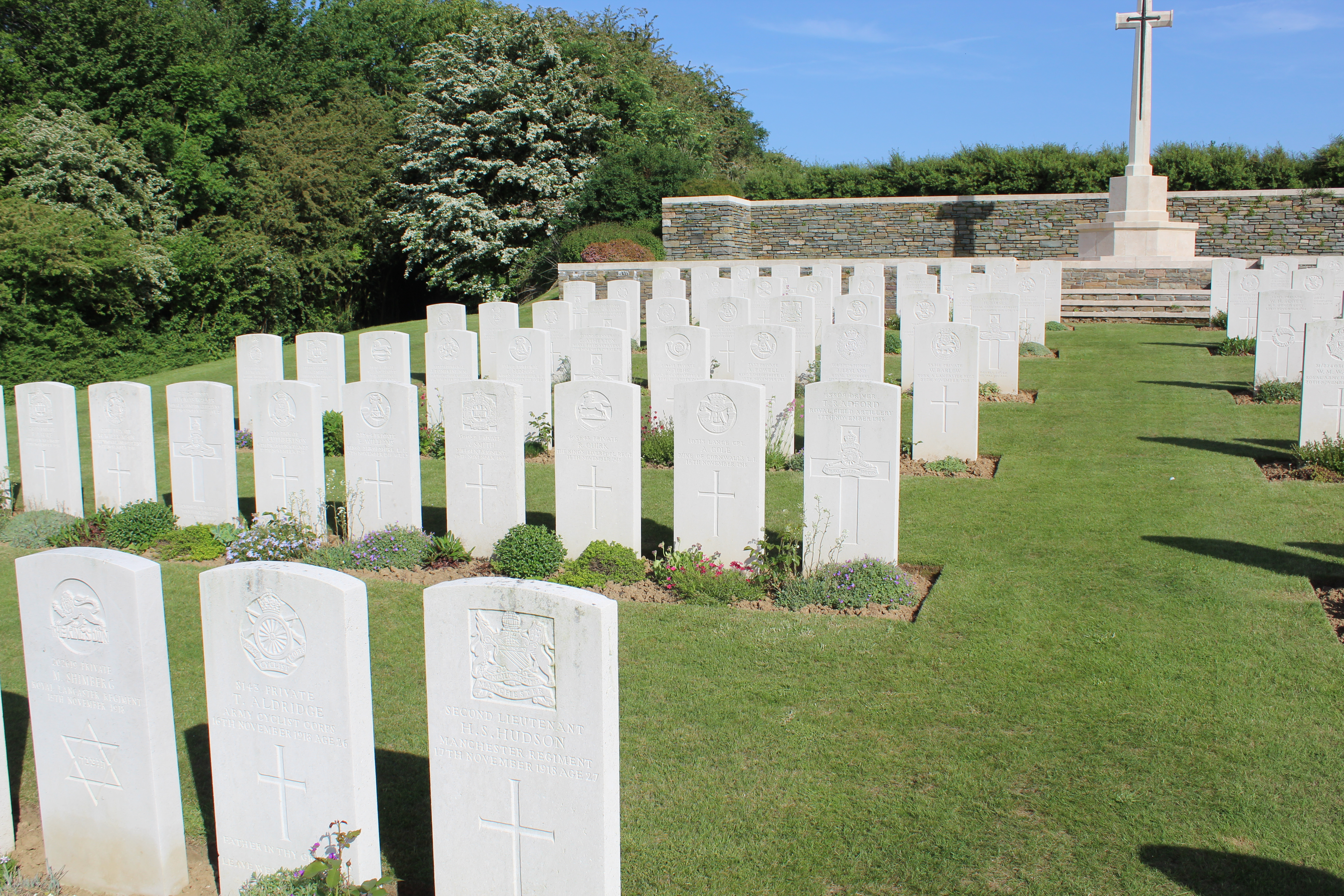
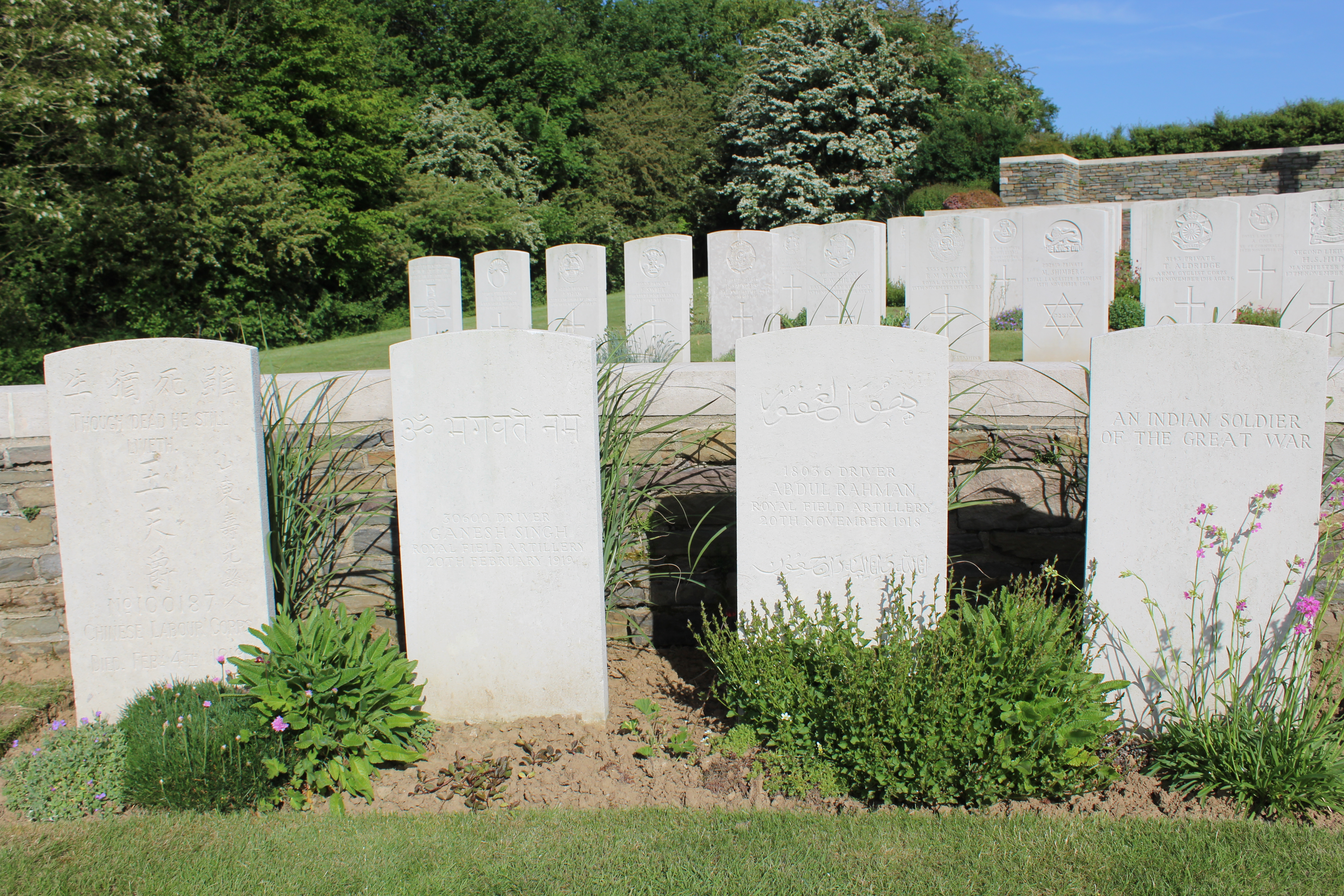
Tombes de soldats indiens et chinois.

## Sépultures
| Pays             | Sépultures |
| ---------------- | ---------- |
| Royaume-Uni      | 134        |
| Inde             | 3          |
| Nouvelle-Zélande | 1          |
| Allemagne        | 2          |
| Total            | 497        |